# Pjotr Iwanowitsch Petrowitschew
Pjotr Iwanowitsch Petrowitschew (russisch Пётр Иванович Петровичев; * 24. Novemberjul. / 6. Dezember 1874greg. in Wyssokowo, Gouvernement Jaroslawl, heute Oblast Jaroslawl; † 4. Januar 1947 in Moskau) war ein russischer Landschaftsmaler.

## Leben

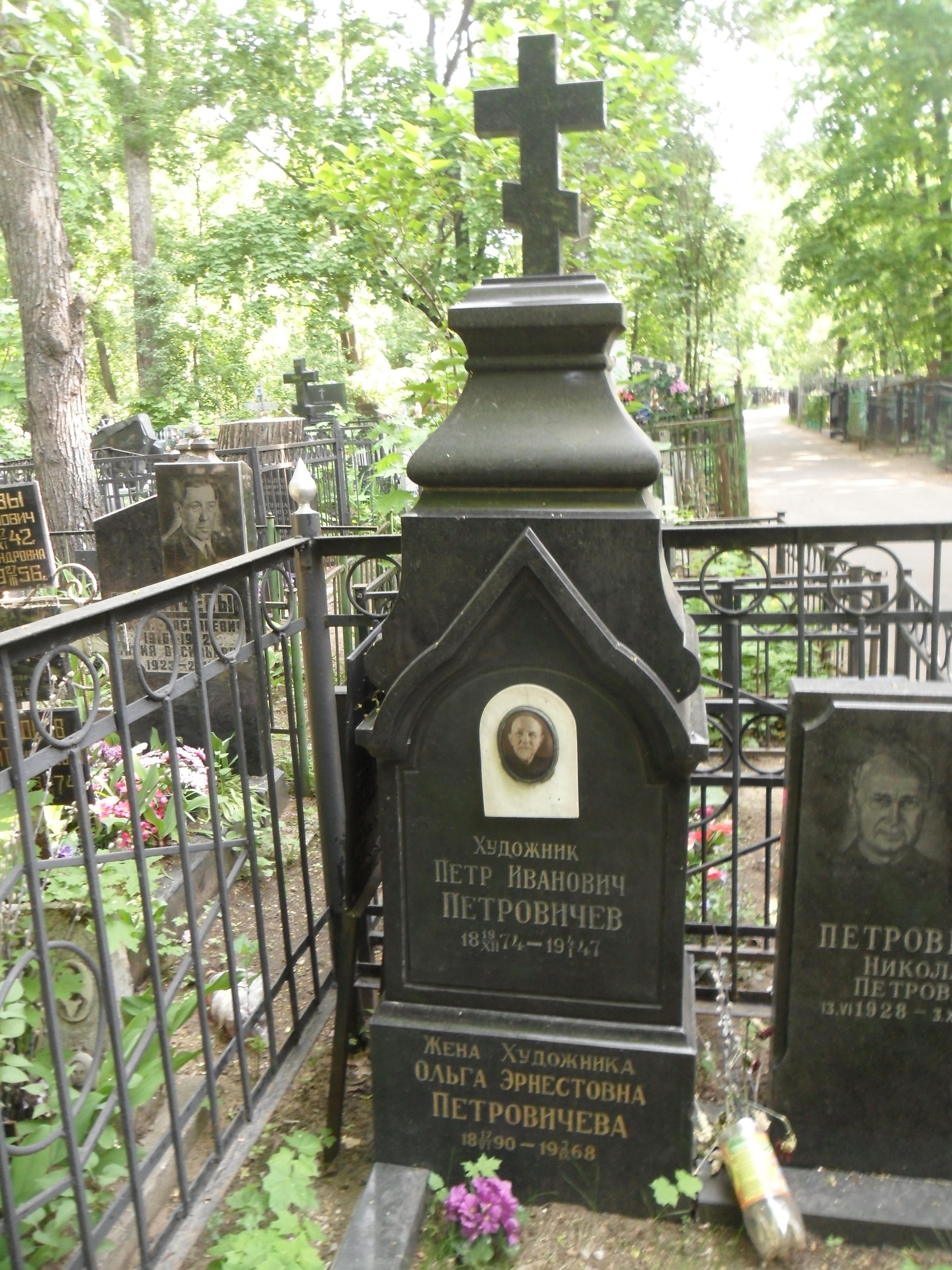
Grab Petrowitschews

Seine erste künstlerischen Ausbildung erhielt Petrowitschew im Rostower Museum für kirchliche Altertümer. Danach studierte er an der Moskauer Hochschule für Malerei, Bildhauerei und Architektur von 1892 bis 1903 bei Isaak Iljitsch Lewitan, Walentin Alexandrowitsch Serow und Leonid Ossipowitsch Pasternak. Er absolvierte die Hochschule mit einer Silbermedaille und den Titel „Klassenbester Künstler“ (классного художника).
Petrowitschew war Mitglied des Verbandes der Wanderausstellungen und der Union der russischen Künstler (aus dem Jahr 1911; der Aussteller seit 1905). Petrowitschew lebte und arbeitete in Moskau, wo er auch am 4. Januar 1947 verstarb. Er wurde auf dem Wagankowoer Friedhof beigesetzt.

## Ausstellungen

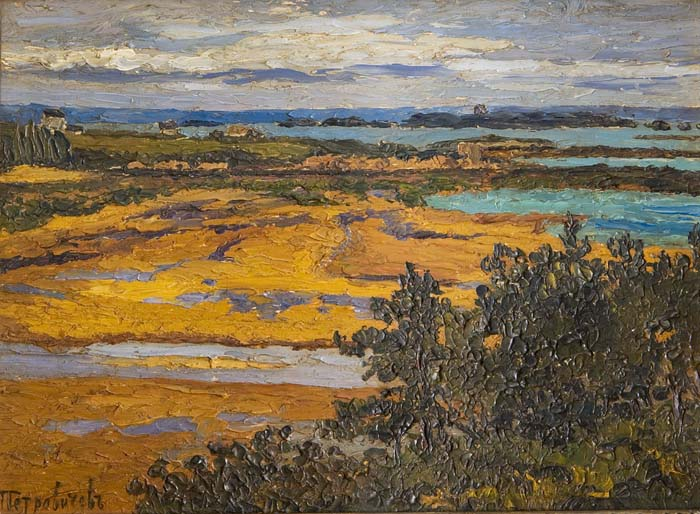
Landschaft am Meer

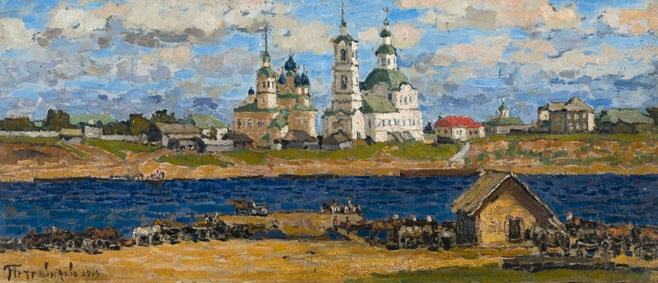
Warten auf die Fähre, 1914

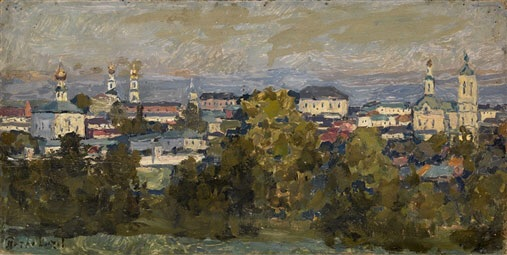
Stadt Wladimir

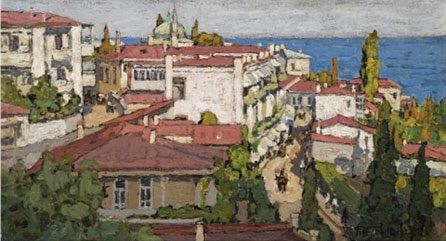
Ansicht von Alupka

- Im Jahr 1910 nahm er an der 38. Ausstellung des Verbandes der Wanderausstellungen (Moskau und St. Petersburg), und in der 7. Ausstellung von Gemälden der Union der russischen Künstler teil.
- Erste Einzelausstellung Petrowitschews, die vom 7. Oktober bis 5. November 1917 am Kunst-Salon an der Bolschaja Dmitrowka gezeigt wurde.
- Erste Russische Kunstausstellung in Berlin 1922. Galerie Van Diemen & Co. Gemälde neuer Meister. Unter den Linden 21 (Verzeichnis). Verlag: Internationale Arbeiterhilfe, 1922.
- 1924: Ausstellung der russischen Kunst in New York.
- Von 1927 bis 1928 Jahren beteiligte er sich an der Organisation der neuen Gesellschaft Verband der realistischen Maler, die Ausstellung, die seine Arbeiten zeigten.
- Im Jahr 1936 nahm Petrowitschew an der ersten Ausstellung der Landschaftsmaler in Moskau teil, wo er 15 Gemälde ausstellte.